# My Last Day
My Last Day es un cortometraje de anime cristiano de 2011 creado por The Jesus Film Project, dirigida por Barry Cook y animada por Studio 4°C .  La historia se desarrolla a través de los ojos de un criminal que recibe la misma sentencia de crucifixión que Jesucristo. Este es un cortometraje aborda temas como el arrepentimiento y redención. La película está disponible en varios idiomas diferentes. 

## Trama
La película comienza con un preso que observa desde las rejas de la cárcel cómo azotan a Jesús en el patio de Pilato. Recuerda las enseñanzas de Jesús sobre "dar al César lo que es del César y a Dios lo que es de Dios" y se pregunta por qué están haciendo daño a un hombre inocente. Horrorizado, recuerda su propio delito: está en un callejón con un caballero rico. Sujetándole con un cuchillo, intenta quitarle una caja con monedas y pertenencias. El ladrón está nervioso, así que cuando intenta ir a por el hombre, lo hace a tientas. El hombre lucha contra él con la caja. Las monedas salen volando. En el forcejeo, el ladrón apuñala accidentalmente al hombre. El ladrón araña las monedas y huye. El flashback termina. Entonces rompe a llorar, agraviado por ver a alguien inocente sufrir como criminal un castigo aún más brutal que el suyo.

La mayoría de la gente que se agolpa en el patio pide a gritos que crucifiquen a Jesús. El ladrón, otro hombre (que también es ladrón) y Jesús son cargados con los maderos para sus cruces y marchan hacia el Gólgota. Mientras se dirigen hacia allí, el ladrón mira con curiosidad a las multitudes, algunas de las cuales gritan que Jesús es inocente.
Finalmente llegan al Gólgota, se quitan la túnica, ahora desnudo, y les clavan clavos en las muñecas, asegurándolas dolorosamente al patibulum. A continuación, cada hombre es colgado de su cruz gracias a una gran y profunda ranura de forma cuadrada tallada en los estipes y sus pies son clavados a un sedile de madera. Cuelgan en agonía. Al igual que la multitud, el otro ladrón exige que Jesús se salve a sí mismo y a ellos. Pero nuestro ladrón reprende la afirmación, alegando que ellos están recibiendo el mismo castigo que Jesús, a pesar de que Él no ha hecho nada malo. El ladrón pide entonces que Jesús se acuerde de él cuando venga como rey. Jesús le dice que hoy estarán juntos en el paraíso. Poco después, una oscura tormenta azota la colina y, tras encomendar su espíritu a Dios, Jesús muere. Un soldado romano atraviesa el costado de Jesús con su lanza, haciendo brotar sangre y agua de la herida.

Después, al ladrón le rompen los tobillos. Jadea de dolor, después baja la cabeza y fallece. Entonces ve a un Jesús entero, intacto y completamente curado (que le saluda recitando Juan 11:25) en un hermoso lugar que es, tal como Jesús prometió, el paraíso.

## Recepción
Amanda Lago, de GMA News Online, de Filipinas, hizo una crítica positiva de la película, elogiando la animación y la fotografía, y afirmando que había "una tendencia a los planos cerrados: un acercamiento a los ojos de los personajes para mostrar el dolor y el arrepentimiento, y un primer plano de un clavo clavado en la carne para resaltar la pura brutalidad de la crucifixión".